# Salaputium sublamellatum
Salaputium sublamellatum is een tweekleppigensoort uit de familie van de Crassatellidae. De wetenschappelijke naam van de soort is voor het eerst geldig gepubliceerd in 1885 door Kobelt.